# Compal
Compal (Compal Electronics, Inc.) – tajwański producent komponentów do notebooków, tzw. kadłubków (ang. barebone lub whitebook) oraz PDA.
Założone w 1984 roku w Tajpej (Tajwan) przedsiębiorstwo specjalizuje się głównie w produkcji komponentów do składania notebooków oraz jest producentem kontraktowym notebooków i netbooków. Jego rozwiązania są często sprzedawane pod markami innych producentów. I tak niektóre modele Toshiby, HP, Lenovo, Zepto czy polskiej firmy California Access to modele firmy Compal.
Jednym z modeli Compala jest HEL-80, zwany też EL-80. Na polskim rynku od początku lata 2007 dostępny był jego następca, model FL90. W 2009 roku dostępny był w sprzedaży Compal Khlb2, przekątna ekranu 15,6" 16:9 LED i wydajna karta graficzna ATI 4650 DDR3 oraz ultramobilny netbook o przekątnej 13,3" Ntcu0. Następcą khlb2 jest model Nblb2, wyposażony w mobilne procesory i7 firmy Intel.
Dzięki technologii kadłubków użytkownicy domowi mogą samodzielnie skonfigurować i zmontować notebooka tańszego nawet o 15–20% od odpowiedników o podobnej konfiguracji zmontowanych przez firmy wiodące na rynku (HP, Toshiba, Dell).
15 września 2008 roku jeden z europejskich oddziałów firmy przeniósł cały serwis z Anglii (Manchester) do Łodzi. Obecnie firma w Polsce zatrudnia 200 osób. Prowadzi serwis laptopów (pod swoją marką – COMPAL) oraz płyt głównych, głównie firmy Dell. Serwis powstał głównie poprzez ukierunkowanie swojej działalności na Della oraz zmniejszenie kosztów prowadzenia firmy.
W marcu 2014 Compal przejął od Toshiby fabrykę w Biskupcach Podgórnych pod Wrocławiem.
W 2016 r. z powodu niepowodzenia na rynku europejskim (udział w rynku poniżej 10%) Compal zdecydował się sprzedać fabrykę w Biskupicach tureckiej firmie Vestel, która jest liderem elektroniki w Turcji.